# Boomtown Shakedown
Boomtown Shakedown ist eine 2011 gegründete Band, die aus Musikern aus Münster und dem Ruhrgebiet besteht. Die Gruppe spielt eine Mischung aus Reggae und Ska mit Rock-Elementen. Ihre Texte sind sowohl in Deutsch als auch in Englisch verfasst und behandeln häufig alltägliche Themen, die einen genauen Blick auf das Leben werfen. In den Liedtexten und bei der Auswahl ihrer Auftritte spielen Naturverbundenheit und soziale Fragen eine große Rolle.

## Geschichte
Die Band hat ihre Ursprünge in der Münsteraner Reggae-Combo „Mackatree Posse“ sowie der Dortmunder Band „Skankin' Sun“, aus denen einige der heutigen Mitglieder hervorgegangen sind. Die verschiedenen musikalischen Wurzeln prägen die vielseitige Ausrichtung der Gruppe.
Boomtown Shakedown traten bei bekannten Pop- und Reggae-Festivals wie dem Juicy Beats, Ruhr Reggae Summer und Reggae Jam. Darüber hinaus sind sie in kleinerer Akustik-Formation (als „Boomcoustix“) auf weiteren Festivals wie dem Stemweder Open Air und in Serbien aufgetreten.
In mehreren Jahren haben Boomtown Shakedown als Eröffnungsband für den hawaiianischen Reggae-Künstler Mike Love gespielt und für ihn ein Videoshooting sowie mehrere Auftritte mitorganisiert.
Neben ihren regulären Auftritten organisiert die Band für ihre Fans unter dem Namen „Reconnected to Nature“ mehrtägige Radtouren, bei denen sie an verschiedenen Orten live auftritt. Diese Touren kombinieren Musik, Natur und Gemeinschaft und sind ein wesentlicher Bestandteil des besonderen Charakters der Band.
2019 veröffentlichte Boomtown Shakedown den Song Heimat, der sich kritisch mit der Schaffung des Bundesministeriums für Heimat und dem Begriff der Heimat in Deutschland auseinandersetzt. Der Song, aufgenommen im SattaDub Studio in Münster, wirft die Frage auf, ob das Ministerium die Vielfalt der Gesellschaft ausreichend abbilden kann. Mit diesem Lied spricht sich die Band dafür aus, Heimat als die Summe persönlicher Individualitäten zu verstehen, statt nur eine gemeinsame Identität zu betonen.
Im Jahr 2022 veröffentlichten sie das Album Live Summer 2022, das eine Aufnahme ihres Auftritts beim Ruhr Reggae Summer 2022 enthält. Das Album spiegelt die Energie und Stimmung des Festivals wider und umfasst unter anderem Titel wie Geschenk und Immer Weiter.
Im März 2023 folgte das Live-Album Rare Guitar Münster, das ein Konzert der Band im Rahmen ihres 10+2-jährigen Jubiläums im „Rare Guitar“ in Münster festhält und die energiegeladene Atmosphäre einfing. Die Aufnahme enthält Songs wie Gegengewicht, Immer Weiter und Sailing.
Zusätzlich zu ihren regulären Veröffentlichungen hat Boomtown Shakedown auch Dub-Versionen einiger ihrer Songs herausgebracht, darunter Immer Weiter und Heavy Easy. Diese Dub-Mixes wurden von Kevin „Prince 2Spliffz“ Szeremy im Hayesley Parkz Studio erstellt und von Jonathan „Lil' Langen“ Langenbrinck gemastert.
Im September 2023 waren alle Sängerinnen und Sänger sowie die Saxophonistin als Gastkünstler auf der Single Music for Future von Hans Blücher zu hören.
Im Februar 2025 veröffentlichten sie Get Loud als Statement gegen undemokratische Parteien und für eine offene, freie Welt. Im selben Monat veröffentlichten sie, gemeinsam mit Hans Blücher, den Song Earth Hour, eine musikalische Botschaft zur gleichnamigen weltweiten Umweltaktion, die dazu aufruft, gemeinsam ein Zeichen für den Klimaschutz zu setzen und die Verantwortung für eine nachhaltige Zukunft zu übernehmen. Der WWF Deutschland hat den Song im März als nachahmenswertes Beispiel im Rahmen der Earth Hour 2025 vorgestellt.

## Soziales Engagement
Mehrere Mitglieder von Boomtown Shakedown engagieren sich seit einer Reihe von Jahren in der internationalen Jugend- und Kulturarbeit. Seit 2006 organisiert Gitarrist PU über die Städtepartnerschaft seiner Heimatstadt Emsdetten Bandaustausch mit Nachwuchsbands aus Polen und den Niederlanden, wofür die Stadt 2008 mit dem Europapreis des IPZ ausgezeichnet und PU 2025 mit der Chojnice-Medaille geehrt wurde.

## Diskografie
- 2019: Heimat (Single)
- 2022: Live Summer 2022 (Live-Album)
- 2023: Rare Guitar Münster (Live-Album)
- 2023: Immer Weiter und Heavy Easy (Dub-Versionen)
- 2023: Music for Future (mit Hans Blücher)
- 2025: Get Loud (Single)
- 2025: Earth Hour (mit Hans Blücher)
- 2025: Love Yourself (Single)